# ألبرت بارون
ألبرت بارون (بالإنجليزية: Albert Barron)‏ هو مدير فني أمريكي، ولد في 18 سبتمبر 1888 في فيلادلفيا في الولايات المتحدة، وتوفي في 1 أبريل 1962 في سومرز بوينت في الولايات المتحدة.